# Müritz Sail

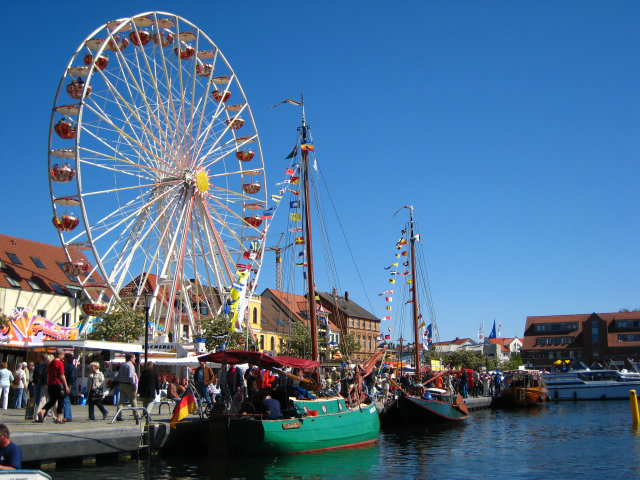
Müritz Sail

Die Müritz Sail ist ein jährlich stattfindendes Volksfest an und auf der Müritz und startete 2002 als „kleine Schwester der Hanse Sail“. Sie hat sich mit der Unterstützung aus Rostock, zu einer deutschlandweit bekannten und anerkannten maritimen Großveranstaltung entwickelt. Hauptaustragungsort ist Waren (Müritz).

## Geschichte

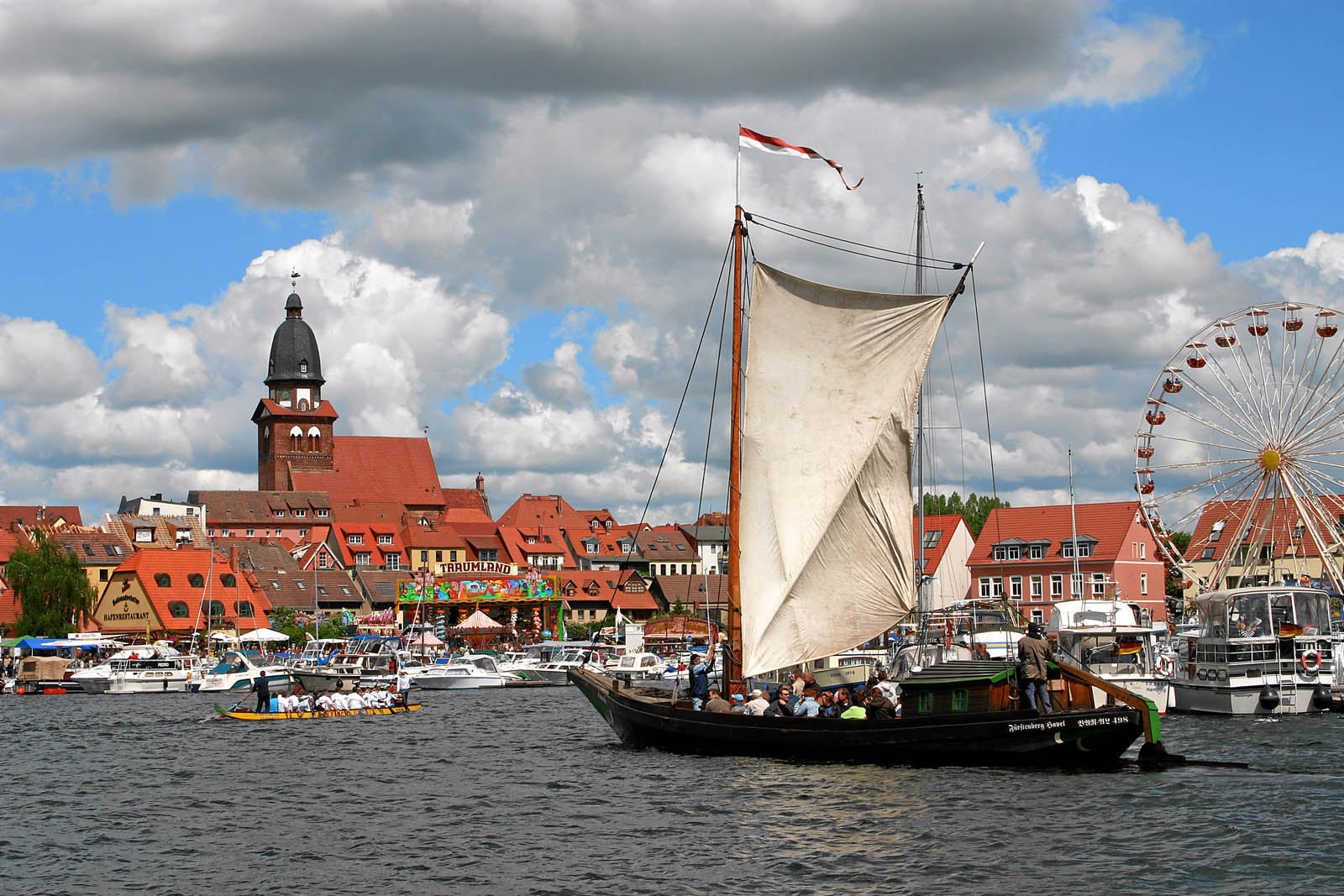
Stadthafen von Waren während der Müritz Sail

Die Idee zur Entwicklung eines maritimen Großevents im Müritzkreis hatte der damalige Landrat Jürgen Seidel. Entwickelt über das Projekt Tournet (Innovatives Netzwerk zur Entwicklung der tourismusorientierten Wirtschaft in Mecklenburg-Vorpommern), wurde die Müritz Sail ab Oktober 2001 kontinuierlich aufgebaut und weiterentwickelt. Die erste Müritz Sail fand am vierten Wochenende im Mai 2002 statt. Mit 50.000 Besuchern wurden die Erwartungen für die erste Müritz Sail weit übertroffen.
Der enorme Marketingeffekt dieser Veranstaltung für den Landkreis Müritz (heute Landkreis Mecklenburgische Seenplatte) und vor allem für die Stadt Waren (Müritz) wurde erst in den darauffolgenden Jahren deutlich. Mittlerweile kommen Besucher aus allen Teilen Deutschlands.

## Heute
Die Müritz Sail hat sich als maritimes Fest deutschlandweit etabliert. Angeboten werden mehrere Regatten, Optirennen mit Stechpaddel, Tauziehen auf dem Wasser, Wasserskishow, Parasailing, Drachenbootrennen, Höhenfeuerwerk vom Wasser geschossen, Flottenparade, Wasserflieger, Kanurennen, Fischerstechen. Die Veranstaltung zieht jährlich mehr als 65.000 Besucher an.
Die Müritz Sail hat sich als Veranstaltungstermin vornehmlich das lange Wochenende um Christi Himmelfahrt reserviert. Durch die Corona-Einschränkungen in Mecklenburg-Vorpommern wurde 2020 die 19. Müritz Sail auf das erste Wochenende im September verschoben.
Zur 20. Müritz Sail haben die Organisatoren das maritime Programm auf die Südmüritz erweitert und die Gemeinde Rechlin als zweiten Veranstaltungsort gewinnen können. Hier wurden vom 26. bis 29. Mai 2022 zusätzlich zu Waren (Müritz) zahlreiche Veranstaltungen im Rahmen der Sail organisiert. Für die 22. Auflage im Jahr 2024 konnte Röbel/Müritz als dritter Veranstaltungsort gewonnen werden. Hier wird es am Stadthafen im Rahmen der Müritz Sail die Angel & Wassersport-Expo geben.

## Impressionen
| Eindrücke | Eindrücke | Eindrücke | Eindrücke |
| --------- | --------- | --------- | --------- |
|           |           |           |           |
|           |           |           |           |

## Finanzierung
Die Müritz Sail wird privatwirtschaftlich organisiert und durch die Stadt Waren gefördert. Weitere Geld- und Sachleistungen werden über Sponsoren, Stand- und Parkplatzgebühren realisiert.